# Седнівська сотня
Седнівська сотня — сформована, ймовірно, ще у 1651 році, але юридично оформилася за  Переяславськими угодами з Москвою.

## Історія

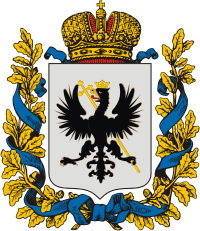

Вперше згадана у присяжних списках 1654 році у складі Чернігівського полку. У 1659 році, після Гадяцької угоди, у зв'язку з посиленням військово-політичного протистояння між пропольською та проросійською козацькою старшиною, сотня була перетворена в окремий Седнівський полк (1659) року, який мав підрозділи в Роїщах, Тупичеві, Клочкові і Березні, на чолі з полковником Григором Ничипором. Але в кінці того ж року полк ліквідували, а відновлену Седнівську сотню знову включили до Чернігівського полку.
У 1669 році з її складу була виділена Сиберезька сотня. У складі Чернігівського полку Седнівська сотня незмінно знаходилася аж до ліквідації у 1782 року, коли її територію включили до Чернігівського намісництва. Серед сотенної старшини найбільш відомими урядовцями стали представники родин Полетик, Войцеховичі  та Римш .
Містечко Седнів, сьогодні — однойменне селище Чернігівського району Чернігівської області. До 1648 року Седнів — центр Седнівської волості Чернігівського повіту Чернігівського воєводства.

## Сотники
Григор Ничипір (1658)
? Півень (1665–1666)
Коломбецький Іван (1671)
Петличний Михайло Савич (1671–1673)
Давидович Кирило (1673)
Полетика Василь (1674)
Пекур Григорій (1676)
Полетика Іван (1677)
Павлович Адам (1681; 1688)
Войцехович Богдан (1680)
Опанас (1683)
Давидович Рафаїл (1688)
Стахович Андрій (1691–1695)
Бутович Степан Іванович (1697–1698)
Стахович Андрій (1699)
Фридрикевич Криштоф Самійлович (1699–1700)
Домонтович Федір Павлович (1705)
Войцехович Петро Богданович (1712–1723)
Базилевич Федір (1723)
Милютинович Дмитро (1723–1725)
Мокрієвич Іван (1726; 1730)
Римша Іван (1727–1760)
Римша Федір (1760–1769)
Дубовик Федір (1773–1782)

## Населені пункти
До Седнівської сотні входили: Андрушицький хутір; с. Андруші; с. Бігач; с. Білі Берези; с. Борки; с. Боромики; хутір Великі Щимлі; с. Дирчин; Дирчинські млини; с. Драгівка; с. Жовідь; Загребельна слобода; с. Займище; Здрягівка — слобода; Ілкуча — слобода; с. Камка; с. Клочкове; с. Кобилянка (Чернігівський район); с. Конотоп (Не плутати з містом Конотоп Ніжинського полку*); с. Макишене;с. Малі Щимлі; с. Низківка; с. Нові Боровичі; с. Нові Млини; с. Петрівка; Рогозка — хутір; с. Руденка; с. Сахнівка; Седнів; с. Смяч; с. Стара Рудня; с. Старі Боровичі; с. Хотуничі; с. Хрипківка; с. Черниші.
У 1769 році до сотні занесені села Богородицьке, Бугачі, Войцеховичі, Волвід, Гутище, Петрова Слобідка.

## Галерея

Герб Седнева (1691)
Герб Седнева (1747)
Герб Чернігівського воєводства.
Герб Чернігівського полку, намісництва, губернії (до 1859 р.) та Чернігова (1782-1859).